# Guðrún Helgadóttir
Guðrún Helgadóttir (* 7. September 1935 in Hafnarfjörður, Island; † 23. März 2022) war eine isländische Kinderbuchautorin und Politikerin.

## Leben
Guðrún besuchte das Gymnasium Menntaskólinn í Reykjavík, wo sie 1955 das Abitur (isl. stúdentspróf) ablegte. Zwischen 1957 und 1967 arbeitete sie dort als Sekretärin. Zwischen 1973 und 1980 war Guðrún Abteilungsleiterin bei der staatlichen Sozialversicherungsanstalt (Tryggingastofnun ríkisins).
Für die damalige Volksallianz (Alþýðubandalag) saß Guðrún zwischen 1978 und 1982 im Stadtrat von Reykjavík. Von 1979 bis 1995 gehörte sie als Vertreterin des damaligen Wahlkreises Reykjavík dem isländischen Parlament Althing an, ebenfalls für die Volksallianz, sowie von März bis Mai 1999 als Parteilose. Als erste Frau war sie zwischen 1988 und 1991 Präsidentin des Althing.
1974 erschien Guðrúns erstes Buch, Jón Oddur og Jón Bjarni, das 1981 von Þráinn Bertelsson verfilmt wurde. 1979 wurde ihr Theaterstück Óvitar (engl. Infants) am Isländischen Nationaltheater aufgeführt.
1981 veröffentlichte Guðrún das von Brian Pilkington illustrierte Buch Ástarsaga úr fjöllunum (dt. wörtlich Eine Liebesgeschichte aus den Bergen; Übersetzung erschienen unter dem Titel Flumbra – Eine isländische Trollgeschichte), eines der in Island beliebtesten Kinderbücher.

## Werk (Auswahl)
- Jón Oddur og Jón Bjarni. Iðunn, Reykjavík 1974.
- Óvitar. Iðunn, Reykjavík 1979  (Theaterstück, 1979 aufgeführt).
- Ástarsaga úr fjöllunum. Iðunn, Reykjavík 1981 (In deutscher Sprache: Flumbra. Eine isländische Trollgeschichte. (Deutsche Übersetzung Helmut Lugmayr). Vaka-Helgafell, Reykjavík 2012, ISBN 978-9979-2-2061-9; auch in weitere Sprachen übersetzt).
- Undan illgresinu. Mit Illustrationen von Gunnar Karlsson. Iðunn, Reykjavík 1990, ISBN 9979-1-0516-X.
- Englajól. Vaka-Helgafell, Reykjavík 1997, ISBN 9979-2-1278-0.
- Oddaflug. Vaka-Helgafell, Reykjavík 2000, ISBN 9979-2-1506-2.

## Nominierungen und Auszeichnungen (Auswahl)
- 1988: Nominierung zum Hans Christian Andersen-Preis
- 1992: Nordisk Børnebogspris (engl. Nordic Children's Book Prize) für das Buch Undan illgresinu[3]
- Von 2004 bis 2010 war sie jedes Jahr für den Astrid-Lindgren-Gedächtnis-Preis (Astrid Lindgren Memorial Award, ALMA) nominiert.[4]